# .an
.an là tên miền Internet quốc gia (ccTLD) dành cho quần đảo Antille thuộc Hà Lan cũ, trước đây được quản lý bởi Đại học Antille thuộc Hà Lan. Sau khi Antille thuộc Hà Lan tan rã vào năm 2010, tên miền này không còn được phát hành. Cho đến tháng 11 năm 2010, vẫn còn hơn 800 tên miền .an hoạt động (tính cả tên miền cấp thấp hơn); đến ngày 31 tháng 7 năm 2015 thì tên miền .an bị vô hiệu hóa hoàn toàn.

## Tên miền cấp hai
Các tên miền sử dụng tên miền .an làm tên miền cấp hai bao gồm google.com.an và youtube.an (máy chủ DNS của Google), yahoo.com.an (máy chủ DNS của Yahoo, tuy nhiên lại không có mẫu tin A cho tên miền này hoặc www.yahoo.com.an), và visa.com.an (máy chủ DNS của ultradns.net). Sau khi mã AN bị loại bỏ khỏi bộ mã quốc gia ISO 3166-1 alpha-2, các tên miền .cw, .sx và .bq (chưa hoạt động) dành cho các lãnh thổ Curaçao, Sint Maarten và Bonare, Sint Eustatius và Saba chính thức được thiết lập theo mã quốc gia mới của các lãnh thổ này.

## Khai tử
Vào ngày 31 tháng 12 năm 2013, Đại học Antille thuộc Hà Lan bắt đầu xóa các tên miền .an không còn hoạt động khỏi hệ thống. 
Vào ngày 31 tháng 10 năm 2014, ICANN xóa tên miền .an khỏi máy chủ DNS gốc.